# Interestatal 19
La Interestatal 19 (abreviada I-19) es una autopista interestatal ubicada en el estado de Arizona. La autopista inicia en el sur desde la West Crawford Street cerca de la frontera mexicana en Nogales hacia el norte en la I 10     en Tucson. La autopista tiene una longitud de 102,4 km (63.60 mi).

## Mantenimiento
Al igual que las carreteras estatales, las carreteras federales, la Interestatal 19 es administrada y mantenida por el Departamento de Transporte de Arizona por sus siglas en inglés ADOT.